# Luynes
Luynes é uma comuna francesa na região administrativa do Centro, no departamento Indre-et-Loire. Estende-se por uma área de 34,12 km². Em 2010 a comuna tinha 5 243 habitantes (densidade: 153,7 hab./km²).